# ドリフト (2000年の映画)
ドリフト（原題: 順流逆流、英題: Time and Tide）は、2000年の香港映画である。

## ストーリー
香港の青年・タイラーは、あるきっかけからレズビアンの女性警官・ウォンと関係を持ち、彼女の出産費用を捻出するため元高利貸であるアンクル・ジーが経営する裏社会の警備会社に所属。ボディーガードとして働いているうちに富豪の娘ジョーと、彼女と結婚した謎の男・ジャックと親交を深めていく。
しかしジャックの正体は、アジア系南米人で構成された武装集団「エンジェル」の元メンバーだった。香港に進出したかつての仲間達に接触を受け、ジョーの父親であるハンを暗殺することを命ぜられたジャックは、身重のジョーを守りながら「エンジェル」に叛旗を翻ることを決意するが、「エンジェル」のボスをタイラーが警護していたことから、タイラーもまた抗争に巻き込まれていく。

## キャスト
()は日本語音声の声優
- タイラー - ニコラス・ツェー(緑川光)
- ジャック/ファン - ウー・バイ(てらそままさき)
- アンクル・ジー - アンソニー・ウォン(水野龍司)
- ミゲル - ジョペンティノ・コート・リモティギュー(矢尾一樹)
- ジョー - キャンディ・ロー(朴璐美)
- ウォン - キャシー・チュイ(大坂史子)

## トリビア
- 主演のウー・バイは台湾のロック歌手であり、本作で敵役を演じるジョペンティノ・コート・リモティギューもミュージシャンである。
- 前半に登場する殺し屋役として、日本のアクション監督である谷垣健治が出演している。

## リンク
- Time and Tide - オールムービー（英語）
- Time and Tide - IMDb（英語）
- ドリフト - allcinema
- ドリフト - KINENOTE
- Time and Tide - Metacritic（英語）
- Time and Tide - Rotten Tomatoes（英語）